# Исак Херцог
Исак Херцог (хебр. יצחק הרצוג; Тел Авив, 22. септембар 1960) израелски је политичар. Од 2021. обавља функцију 11. председника Израела. Први је председник који је рођен у Израелу након доношења Декларације о независности.

## Детињство, младост и образовање
Рођен је 22. септембра 1960. године у Тел Авиву. Син је генерала Хаима Херцога, који је био шести председник Израела у два мандата од 1983. до 1993. године, и Ауре Амбахе, оснивачице Савета за леп Израел. Отац му је рођен у Ирској, а мајка у Египту. Породице његових родитеља су биле источноевропског јеврејског порекла (из Пољске, Русије и Литваније). Има два брата и сестру.
Када му је отац три године служио као стални представник Израела при Уједињеним нацијама, живео је у Њујорку и похађао школу Рамаз. У наредним годинама, док је био у средњој школи, стекао је напредно академско образовање на Универзитету Корнел и Универзитету у Њујорку, те провео лета у кампу Рамах. Такође је пратио свог оца при посети Лубавичерског Ребеа у Бруклину.

## Приватни живот
Ожењен је адвокатицом Михал Херцог с којом има три сина. Живе у његовом дому из детињства, у Тел Авиву.